# Trebišov
Trebišov (Hongaars: Tőketerebes, Duits: Trebischau) is een klein industriestadje in het oosten van Slowakije. Het heeft 22.934 inwoners (per 31 december 2004) en is de hoofdstad van het district Trebišov.

## Geschiedenis
De eerste schriftelijke verwijzing naar Trebišov (als burcht) stamt uit 1254 (als Terebus). Het dorp wordt voor het eerst genoemd in 1330, toen het stadsrechten kreeg. In de veertiende eeuw vormden burcht en dorp samen een nederzetting.
Trebisov was het grootste deel van de afgelopen 10 eeuwen onderdeel van het Hongaarse rijk. Het was onderdeel van het comitaat Zemplén.
In 1880 was 85 procent van de bevolking Slowaaks, het aandeel werd door de Magyarisering teruggedrongen tot 73% in 1900 en 46% in 1910.
In 1910 vormden de Hongaren de grootste groep van de bevolking (49%), de Slowaken volgden op de voet. Na het aflopen van de Eerste Wereldoorlog werd het stadje onderdeel van Tsjechoslowakije. In 1938 werd het weer ingelijfd bij Hongarije om sinds 1945 definitief toe te vallen aan Tsjechoslowakije.
Tegenwoordig wonen er nog nauwelijks Hongaren.

## Stadsdelen
De gemeente Trebišov bestaat uit de volgende kernen:
- Milhostov (ingelijfd in 1988)
- Nový Majer
- Olšina
- Trebišov

## Geboren
- Gyula II Andrássy (1860), Hongaars politicus
- Marián Čalfa (1946), politicus en premier van Tsjecho-Slowakije
- Marek Čech (1983), voetballer

## Galerij

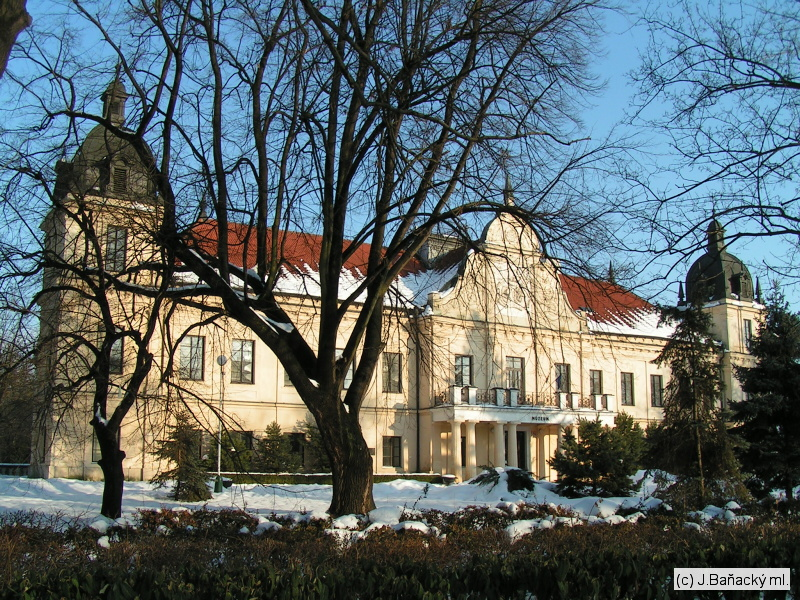
Burcht en museum
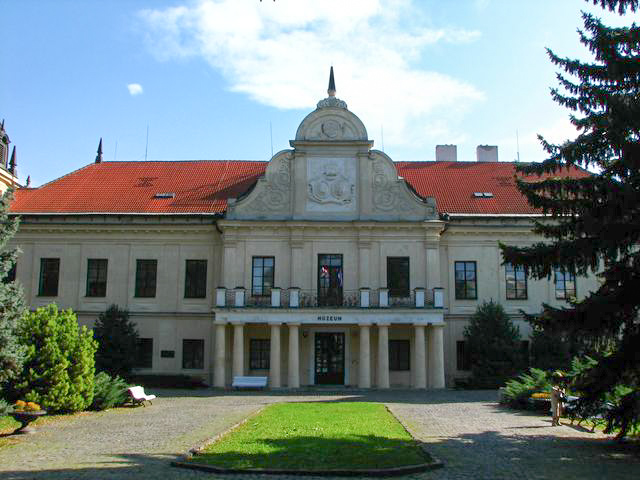
Burcht en museum
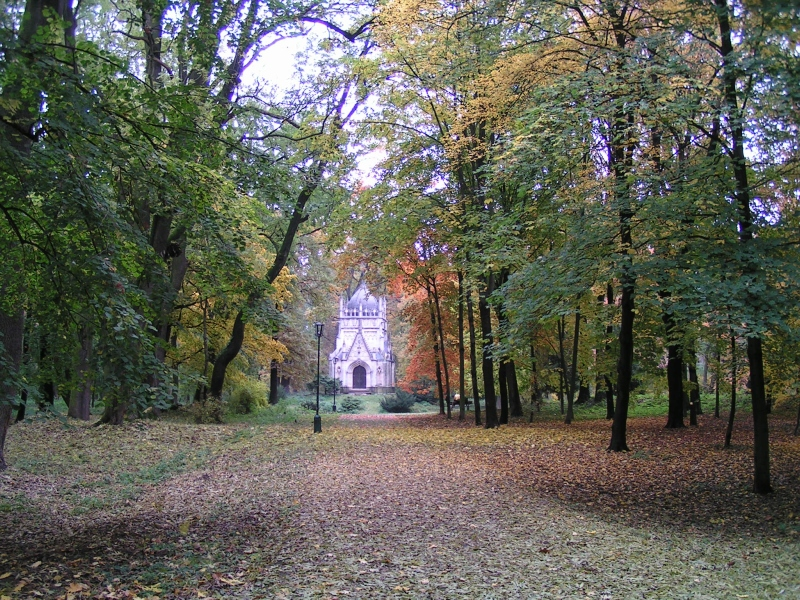
Mausoleum van Julius Andrassy
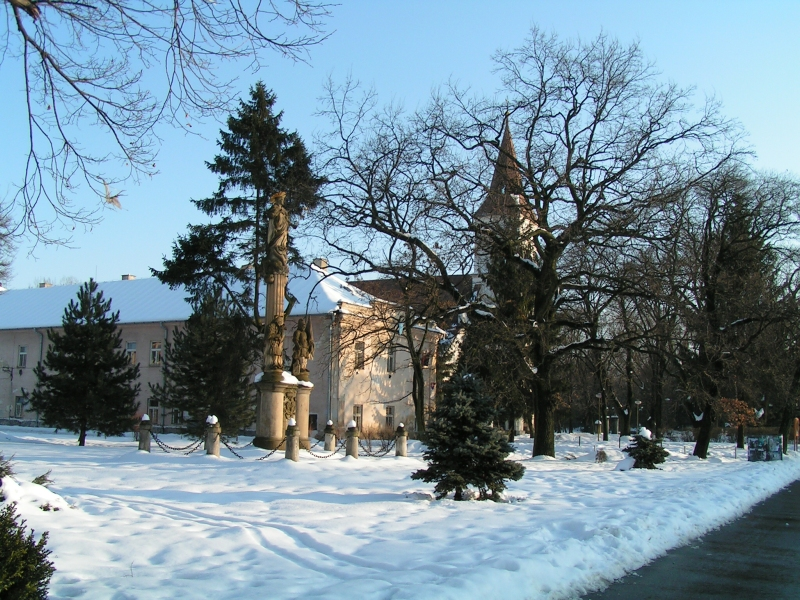